# Roberto García Ruiz
Roberto García Ruiz (Cantabria, 5 marzo 1974) è un attore ed ex culturista spagnolo di origini messicane.
Ex poliziotto, è conosciuto principalmente per aver interpretato il ruolo di Oslo nella serie TV spagnola La casa di carta, prodotta da Netflix.

## Filmografia

### Cinema
- Sayen, regia di Alexander Witt (2023)

### Televisione
- La casa di carta - serie TV, 14 episodi (2017-2021)
- Hombre muerto no sabe vivir - film (2021)

## Doppiatori italiani
Nelle versioni in italiano delle opere in cui ha recitato, Roberto Garcia Ruiz è stato doppiato da:
- Alessandro Ballico ne La casa di carta[2]
- Stefano Thermes in Sayen[3]